# Greaca
Greaca là một xã thuộc hạt Giurgiu, România. Dân số thời điểm năm 2002 là 2840 người.